# Heuvelse Heide
De Heuvelse Heide is de naam van een vroeger omvangrijker heidegebied in de Belgische gemeente Lommel. De heide werd grotendeels omgevormd in dennenbos. Een deel werd gebruikt als zandwinningsput waardoor er een waterplas is overgebleven in het gebied. Er is een restant oude heidegebied overgebleven. Deze betrekkelijk kleine, met struikheide begroeide vlakte is één van de vier overgebleven heidegebieden in Lommel, die als natuurreservaat beheerd worden door Natuurpunt om de heide te behouden zoals vroeger. 
Het gebied ligt ten noorden van het Kanaal Bocholt-Herentals en is daardoor afgescheiden van Heide-Heuvel waar het oorspronkelijk bij hoorde. Via een brug is Heide-Heuvel nog te bereiken. Het gebied ligt ten zuidwesten van Lommel-Kolonie.